# Opiekun Domowy

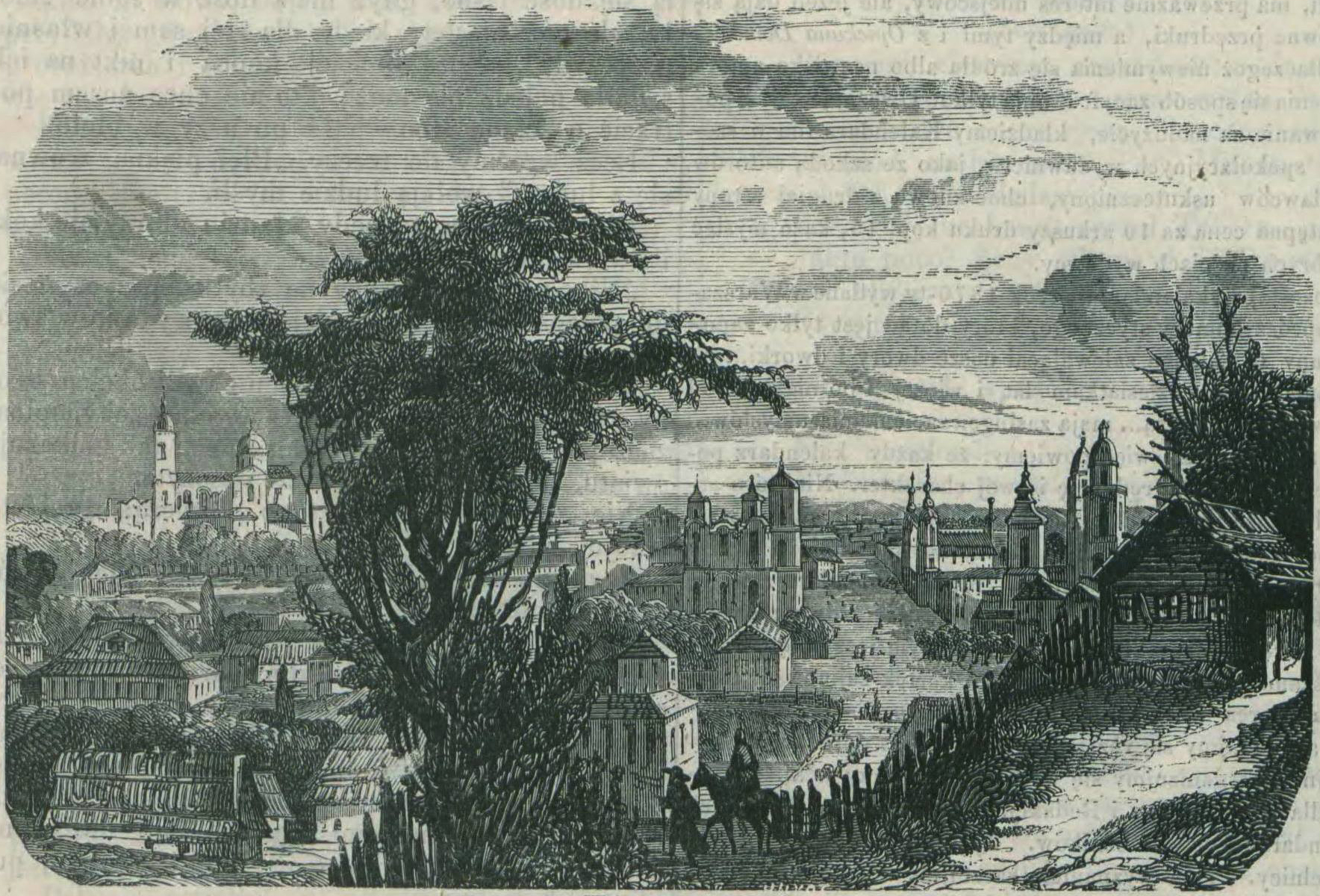
Rycina ulicy Wielkiej w Witebsku. Opiekun Domowy, nr 52, 1869.

Opiekun Domowy – polski ilustrowany tygodnik rodzinny ukazujący się w Warszawie w latach 1865–1876. 
Czasopismo wydawano w Warszawie. Adresowane było głównie do uboższych warstw społeczności polskiej, zarówno wiejskiej, jak i miejskiej. Periodyk propagował wartości rodzinne w duchu chrześcijańskim, patriotyczne, a także pozytywistyczne. Zalecano w nim model rodziny patriarchalnej, dzietnej, z wyraźnym podziałem ról ojca i matki, gdzie ojciec podejmował kluczowe decyzje i odpowiadał za utrzymanie rodziny, a matka kierowała wychowaniem małych dzieci, gospodarstwem domowym i zapewniała pozytywną atmosferę.
Na łamach czasopisma sprzeciwiano się tendencjom emancypacji kobiet i ich zarobkowej pracy: kobieta, pracująca poza domem, nie będzie mogła zadbać o rodzinę, np. obudzić na czas męża z poobiedniej drzemki. Tym niemniej akceptowano pracę zarobkową i nabywanie umiejętności do niej potrzebnych, ale tylko wtedy, gdy można ją było wykonywać w domu. Zwracano uwagę, że może to być przydatne nie tylko w uboższych rodzinach, gdy dochód męża był zbyt mały, ale i w sytuacji, gdy mąż umarł i wdowa musiała utrzymywać siebie i dzieci. Choć główną rolę w wychowaniu dzieci mieli pełnić oboje rodzice, to pismo podkreślało także istotne znaczenie rodzeństwa w procesie wychowawczym braci i sióstr. Do kluczowych cech, które należało wykształcić i pielęgnować u wszystkich członków rodziny, zaliczano rodzinność, pracowitość, oszczędność, tradycyjną moralność chrześcijańską, poczucie sprawiedliwości i zdolność do współczucia i pomocy innym, natomiast zdecydowanie potępiano pijaństwo. 
Bardzo duże znaczenie „Opiekun Domowy” nadawał krzewieniu oświaty i promowaniu czytelnictwa oraz samokształceniu dorosłych i dzieci, a także nauczaniu domowemu. W procesie dydaktycznym dzieci zalecał naukę przez zabawę i stosowanie metod poglądowych, a nie pamięciowych. Zarówno w edukacji, jak i ogólnym wychowywaniu dzieci, pismo potępiało kary cielesne. Istotnym elementem linii programowej czasopisma było promowanie zdrowego trybu życia: aktywności fizycznej, odpowiedniej diety, higieny osobistej oraz czystości odzieży i czystości w domu, a w razie chorób – korzystania z leczenia fachowego i unikania porad osób niewykształconych medycznie, np. znachorów, przed którymi na łamach tygodnika zdecydowanie ostrzegano. 
Program ideowy „Opiekuna Domowego” był realizowany poprzez odpowiedni dobór treści tekstów i licznych ilustracji. Starano się operować prostym językiem dostosowanym do mniej wykształconych czytelników. Drukowano dużo praktycznych porad, zarówno dotyczących wszystkich aspektów prowadzenia gospodarstwa domowego, jak i wychowywania dzieci, dbania o zdrowie, ale też posługiwania się narzędziami i maszynami rolniczymi lub rzemieślniczymi. Wiele tekstów poświęcano promowaniu odpowiednich postaw moralnych i pożądanych stosunków w rodzinie. Zamieszczano dużo różnych utworów literackich: powieści w odcinkach, poezji, opowiadań itp. Preferowano takie, które miały wyraźny wydźwięk moralizatorski. Ponadto na łamach tygodnika ukazywały się recenzje nowości wydawniczych, nie tylko literackich, ale i poradników, książek popularnonaukowych i religijnych oraz wystaw malarstwa i rzeźby. Publikowano liczne materiały instruktażowe i edukacyjne do nauczania domowego, a także wiadomości naukowe, ilustrowane opisy roślin i zwierząt, relacje z podróży do miast polskich i zagranicznych oraz omawiano różne tradycje i obyczaje. 
Dla „Opiekuna Domowego” pisało, umieszczało swoje utwory literackie lub tworzyło grafiki liczne grono autorów, m.in. Piotr Chmielowski, Józef Ignacy Kraszewski, Julian Ochorowicz, Wincenty Pol, Henryk Wernic, Henryk Filipowicz i Bolesław Prus. Pierwszym redaktorem pisma był Adam Mieczyński, który prowadził je do 1870 roku. Po nim, w latach 1871–1872, periodyk redagował Bogumił Aspis, a w kolejnych latach – Henryk Perzyński i A. Pilecki. Tygodnik był prenumerowany przez 700 do 1600 abonentów. Nakład wynosił 700 egzemplarzy w 1870 roku, 1600 – w roku następnym, 1200 – w 1872 roku i po 1000 egzemplarzy w latach 1874-1875.